# Guillaumismo
El guillaumismo es el nombre de una teoría lingüística que se equiparó con la psicolingüística, por ser la primera formulación que se dio de ésta.
El guillaumismo debe su nombre al lingüista francés Gustave Guillaume (1883-1960), quien creó la teoría del psicosistema. 
Guillaume parte de las oposiciones lingüísticas descritas por Ferdinand de Saussure y postula que estas oposiciones lingüísticas han de ser de una sencillez extrema, pese a la dificultad que su definición presenta a menudo (concepto similar al de los constructos psicológicos).
En pos de la definición de estas oposiciones, propone recurrir a las categorías que trascienden la observación directa y que se organizan merced a una jerarquización psicolingúística precisa antes de adoptar los significantes de una lengua dada.
- Datos: Q5656452